# Gerak (Csillagkapu)
Gerak Louis Gossett Jr. által játszott Jaffa a Csillagkapu című sci-fi filmsorozatban, a Szabad Jaffa Nemzet első vezetője. Korábban Montu első embere volt, egy kisebb Goa’uld-é, aki Ré szolgálatában állt, aztán Ba'al-lal szövetkezett Ré halála után. Később ő lett a Jaffa Nagytanács elnöke és a Teal’c-kel szemben álló tradicionális párt vezetője.
| Figyelem: Itt a Csillagkapu 9. évadjának cselekményét vagy a végkifejletet is olvashatod. |

Gerakot először az Avalon második részében említik, amikor Teal'c barátja, Rak'nor közli vele, hogy ő lett a Szabad Jaffa Nemzet új vezetője. Ennek oka az volt, hogy Gerak irányította a Jaffák haderejének legnagyobb részét és mert Teal'c legtöbb idejét a Tau'ri-n töltötte. Hank Landry tábornok a Csillagkapu Parancsnokságról találkozót szervez vele, hogy hivatalosan is szövetséget kössön a Jaffákkal. Gerak megnézi a CSKP-t (ekkor jelenik meg először a sorozatban, az "Eredet" című részben), de a tárgyalás helyett kapcsolatot teremt az elfogott Ori Hírnökkel, és végighallgatja a történeteit az Eredetből, mielőtt a Hírnök megölné magát.
A Területfoglalók című részben Gerak három Ha'tak-ot küld a Kallanára, hogy segítsen a CSK-1-nek az Ori érkezésének megelőzésében. Az esemény során két hajója elpusztul, ezért el kell menekülnie. Egy epizóddal később, a Ex Deus Machina-ban Ba'al-ra vadászik, aki a Földön bujkál. Egy Jaffákkal teli anyahajót küld, hogy elkapják. Csapatainak sikerül elkapni Ba'al-t, akit kivégeznek a tanács színe előtt (később kiderül, hogy csak egy klón volt, de erről Gerakot soha nem értesítették). Ekkor már a Tanács tagjainak nagy része az ő oldalán áll.
A negyedik lovas-ban Gerak-ot egy Hírnök látogatja meg, mert úgy gondolja, hogy az Eredet lehet az összes Jaffa célja. A dolgot a Tanács elé viszi, Teal'c legnagyobb meglepetésére, még jobbkeze, Yat'Yir is tiltakozik ellene. Maga Gerak is Hírnök lesz, miután látja az Ori erejét Celestis-ben, az „Istenek városában” (a Hírnökök szerint). Az Ori tudta, hogy egy nemzet vezetője, ezért a korábbi Hírnököktől eltérően személyiségét nem változtatták meg annyira, sokkal közelebb állt egykori önmagához.
Miután Gerak szembesült a Teal'c által vezetett lázadással és egy hosszú háború lehetőségével, elveti az Eredet tanításait. Visszatér Teal'c-kel a Földre, ahol segít végetvetni a Hírnökök által keltett betegségnek. Utolsó szavai ezek voltak: „Ha segítek, meghalok. De akkor szabadon halok meg!”.